# Akustyka mowy
Akustyka mowy – dziedzina akustyki, która zajmuje się badaniem struktury głosu ludzkiego.
Osiągnięcia akustyki mowy wykorzystywane są w układach automatycznego sterowania maszyn mową oraz w układach sztucznej inteligencji.